# Inselkrankenhaus Borkum

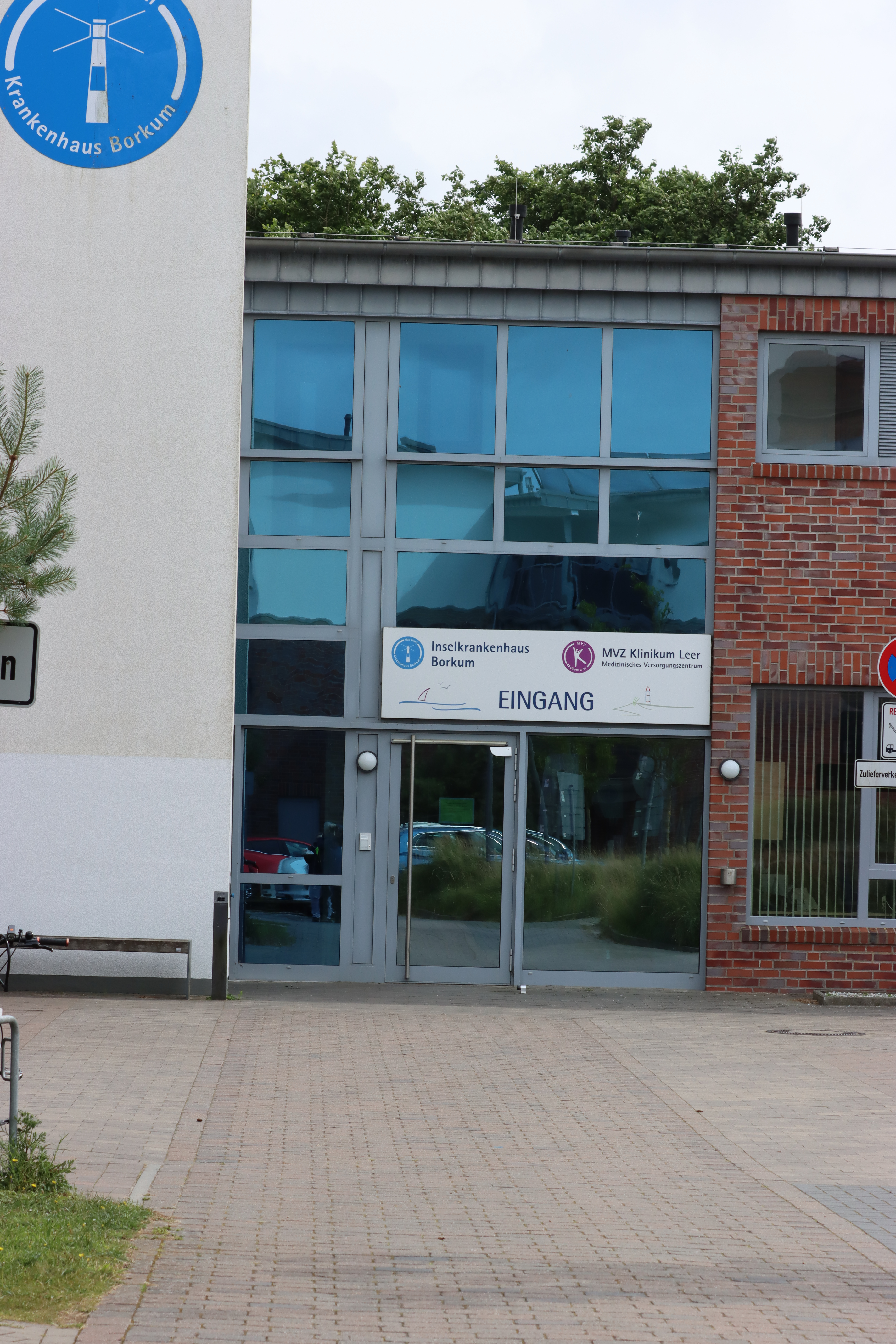
Inselkrankenhaus Borkum

Das Inselkrankenhaus Borkum ist ein sehr kleines Krankenhaus auf der deutschen Nordseeinsel Borkum.
Es gilt als kleinstes Krankenhaus Deutschlands. Im Jahr 1964 wurde es erbaut. 1996 wurde es an den Arzt Abdulkader Ali verpachtet, der es 2010 krankheitsbedingt aufgeben musste. Das Gebäude wurde abgerissen, da eine Sanierung nicht möglich erschien, und im Jahr 2014 mit einem neuen Klinikgebäude wiedereröffnet. Neuer Betreiber ist das Klinikum Leer gGmbH (vormals Kreiskrankenhaus Leer).
Das Krankenhaus an der Gartenstraße beherbergt eine hausärztlich-allgemeinmedizinische, eine internistische Fachpraxis sowie 16 aufgestellte und 8 ausgewiesene Planbetten und übernimmt den alleinigen Versorgungsauftrag für die rund 5000 Einwohner und eine saisonal stark schwankende Zahl an Urlaubern, Saisonkräften und anderen Gästen der Insel. Außerdem befinden sich vor Ort eine Rettungswache des Deutschen Roten Kreuzes, ein Hubschrauberlandeplatz, sowie im Umfeld mehrere Gesundheitspraxen von Logopäden, Physio- und Psychotherapeuten und Appartements für betreutes Wohnen im Alter.

## Kritik
Im Jahr 2018 kritisierten Anwohner des Krankenhauses die Vielzahl von Verlegungsflügen von Patienten auf das Festland. Der Hubschrauberlandeplatz sei sehr stark frequentiert und viele Verlegungsflüge seien nicht wahrnehmbar notwendig. Sowohl Anwohner als auch Krankenkassen vermuteten wirtschaftliche Interessen hinter den vielen Verlegungen. Die Kassen hätten eine hohe, für das Klinikum Leer als Betreiber attraktive Pauschale für die Hubschraubereinsätze zu zahlen, dürften die Notwendigkeit der Flüge aber nicht nachprüfen.